# Vestito bianco e nero Valentino di Julia Roberts
Il vestito bianco e nero Valentino indossato da Julia Roberts durante la 73ª edizione della cerimonia di premiazione degli Oscar il 25 marzo 2001, in occasione della quale l'attrice ha ricevuto l'Oscar alla miglior attrice per la sua interpretazione in Erin Brockovich, è stato ampiamente lodato dalla critica della moda, e secondo un sondaggio condotto da Debenhams e pubblicato sul Daily Telegraph è risultato essere il terzo abito più iconico ad essere comparso sul red carpet nella storia degli Oscar. Il vestito è disegnato in stile "vintage", con l'intenzione di evocare il classico stile hollywoodiano; Valentino l'aveva disegnato per importanti icone della moda come Jackie Kennedy ed Elizabeth Taylor.

## Storia
Julia Roberts era stata vestita da Debbie Mason. Questo fatto era noto a Valentino che aveva capito di aver "trovato l'oro", dato che la sua dipendente Cristina Viera aveva conosciuto la Mason in Inghilterra negli anni ottanta, cioè quando Debbie Mason era un editor per l'edizione britannica di Elle e Cristina Viera lavorava per la casa di moda Jasper Conran. Questa coincidenza aveva portato la Viera a contattare Debbie Mason per offrirle il vestito di Valentino. La Roberts aveva già provato gli altri abiti inviati da altri importanti stilisti, ma non era rimasta particolarmente colpita da nessuno di essi.
Convinta di avere l'abito giusto per l'attrice, Cristina Viera riuscì ad organizzare una prova vestito per la Roberts presso Valentino Beverly Hills, nella stessa settimana in cui ci sarebbe stata la consegna degli Oscar. Cristina Viera ha sottolineato come Julia Roberts sembrasse "assolutamente stupefacente" e la stessa Roberts è stata citata per aver detto "Io ho solo pensato che era un bel vestito". Il lungo abito nero con strascico e bordino bianco risultò essere un po' troppo piccolo per la Roberts, e fu adattato da un sarto all'ultimo minuto.

## Ricezione
Lo stilista Valentino ha citato il momento in cui Julia Roberts ha ricevuto l'Oscar come miglior attrice indossando il suo abito, come il punto più alto della sua cinquantennale carriera; "Ho vestito così tante persone ma devo essere sincero. La persona che mi ha reso davvero, davvero felice è stata Julia Roberts. Quando ha ricevuto il premio Oscar per Erin Brokovich, io la guardavo in televisione ed ero così eccitato che lei indossasse il mio abito". Il vestito era stato originariamente realizzato per la collezione haute couture di Valentino del 1992, ed era stato precedentemente indossato da Lorella Cuccarini durante la conduzione del Festival di Sanremo del 1993. Attualmente è negli archivi dell'azienda.
Il vestito si è dimostrato molto popolare tra le ragazze adolescenti e molte copie sono state vendute e indossate come abiti da ballo negli Stati Uniti. Nel corso dello stesso anno, molti abiti sono stati disegnati ispirandosi allo stile del vestito di Valentino, come quelli realizzati dallo stilista Thierry Mugler.